# Islandsbevægelsen – levende land
Islandsbevægelsen – levende land (islandsk: Íslandshreyfingin – lifandi land) var et grønt politisk parti i Island grundlagt 23. marts 2007 af journalisten og miljøaktivisten Ómar Ragnarsson og Margrét Sverrisdóttir, Arkiveret 30. september 2007 hos  Wayback Machine der var brudt ud af Det Liberale Parti, fordi det havde anlagt en indvandrerkritisk linje efter at have allieret sig med højrefløjspartiet Ny kraft.
Islandsbevægelsen – levende land stillede op ved altingsvalget 2007; det fik 3,3% af stemmerne og klarede dermed ikke den nyligt indførte spærregrænse på 5%. Efter de hidtidigt gældende regler havde partiet fået fem mandater.
Partiet tilsluttede sig det socialdemokratiske parti Alliancen ved dettes landsmøde i marts 2009.

## Valgresultater
| Valg | Antal stemmer | Stemmer i % | Mandater | Placering |
| ---- | ------------- | ----------- | -------- | --------- |
| 2007 | 5.953         | 3,3         | 0        | 6te       |